# Dominik Kaiser
Dominik Kaiser (ur. 16 września 1988 w Mutlangen) – niemiecki piłkarz,  który grał na pozycji pomocnika. Najwięcej występów w swojej karierze zaliczył dla niemieckiego RB Leipzig.

## Życiorys
W czasach juniorskich trenował w klubach: TSGV Waldstetten, 1. FC Normannia Gmünd oraz VfL Kirchheim. W 2007 roku został zawodnikiem seniorskiego zespołu klubu 1. FC Normannia Gmünd, który brał wówczas udział w rozgrywkach Oberligi. Przed sezonem 2009/2010 trafił do rezerw TSG 1899 Hoffenheim, a 2 lata później do kadry pierwszego zespołu. 
W rozgrywkach Bundesligi zadebiutował 14 maja 2011 w przegranym 1:3 meczu z VfL Wolfsburg. W sezonie 2011/2012 rozegrał 9 meczów w najwyższej klasie rozgrywkowej. 
12 lipca 2012 został piłkarzem RB Leipzig. Kwota transferu wyniosła około 600 tysięcy euro. Wraz z tym klubem w latach 2012–2016 awansował z Regionalligi (IV liga) do Bundesligi. 
Po zakończeniu sezonu 2017/2018 odszedł na zasadzie wolnego transferu do duńskiego Brøndby IF. Łącznie w barwach klubów rozegrał 68 meczów, strzelił 16 bramek i zaliczył 13 asyst.
18 stycznia 2020 roku trafił do drugoligowego Hannoveru 96. W barwach niemieckiego klubu wystąpił w 78 spotkaniach, strzelił 5 bramek i zaliczył 6 asyst.
1 stycznia 2023 roku oficjalnie zakończył karierę.
| Sezon     | Klub                   | Liga   | Liga          | Mecze | Gole |
| --------- | ---------------------- | ------ | ------------- | ----- | ---- |
| 2007/2008 | 1. FC Normannia Gmünd  | Niemcy | Oberliga      | 27    | 3    |
| 2008/2009 | 1. FC Normannia Gmünd  | Niemcy | Oberliga      | 34    | 5    |
| 2009/2010 | TSG 1899 Hoffenheim II | Niemcy | Oberliga      | 32    | 5    |
| 2010/2011 | TSG 1899 Hoffenheim II | Niemcy | Regionalliga  | 22    | 1    |
| 2011/2012 | TSG 1899 Hoffenheim II | Niemcy | Regionalliga  | 12    | 1    |
| 2010/2011 | TSG 1899 Hoffenheim    | Niemcy | Bundesliga    | 1     | 0    |
| 2011/2012 | TSG 1899 Hoffenheim    | Niemcy | Bundesliga    | 9     | 0    |
| 2012/2013 | RB Leipzig             | Niemcy | Regionalliga  | 24    | 3    |
| 2013/2014 | RB Leipzig             | Niemcy | 3. liga       | 37    | 13   |
| 2014/2015 | RB Leipzig             | Niemcy | 2. Bundesliga | 30    | 8    |
| 2015/2016 | RB Leipzig             | Niemcy | 2. Bundesliga | 30    | 7    |
| 2016/2017 | RB Leipzig             | Niemcy | Bundesliga    | 25    | 1    |
| 2017/2018 | RB Leipzig             | Niemcy | Bundesliga    | 10    | 0    |
| 2018/2019 | Brøndby IF             | Dania  | Superligaen   | 33    | 3    |